# Думай по-крупному
«Думай по-крупному» (англ. Think Big, дословно — Мысли масштабно; в нелегальном видеопрокате России 1990-х годов — «Оборзевшие») — приключенческая комедия американского режиссёра Джона Тёртелтауба с участием бодибилдеров «близнецов-Варваров» Дэвида и Питера Пола. Премьера состоялась в рамках Международной ярмарки художественных и документальных фильмов в Милане (Mercato internazionale del film e del documentario — MIFED) в 1989 году. В прокат фильм вышел в марте 1990 года.

## Сюжет
Два близнеца Виктор и Рейф (братья Пол) — водители большегрузного автомобиля-трейлера, получают заказ на перевозку токсических отходов с жёстким графиком доставки. К ним в дороге присоединяется девочка-подросток Холли (Мейерс) с развитым не по годам даром изобретательства. Она скрывается от группы злоумышленников, планирующих обогатиться на её таланте. Пробивная сила близнецов и техническая смекалка Холли позволяют обойти все ловушки и наказать преступников.

## В ролях
- Дэвид Пол — Виктор
- Питер Пол — Рейф
- Мартин Мулл — доктор Брюкнер
- Эри Мейерс — Холли Шервуд
- Клаудия Кристиан — доктор Ирен Марш
- Ричард Кил — Ирвинг
- Майкл Уинслоу — Хэп

## Критика
- Журнал «Столица» (Россия): «Общеизвестно, что чрезмерная умственная деятельность отнюдь не способствует развитию мускулатуры. Именно поэтому Эйнштейн — не Шварценеггер (и наоборот) <…> Остается только ностальгически вздохнуть о знаменитых комиках — братьях Марксах, которые тоже совершали массу глупостей на экране, но всегда делали это смешно, а главное — умно»[1].